# Estación de Barajas

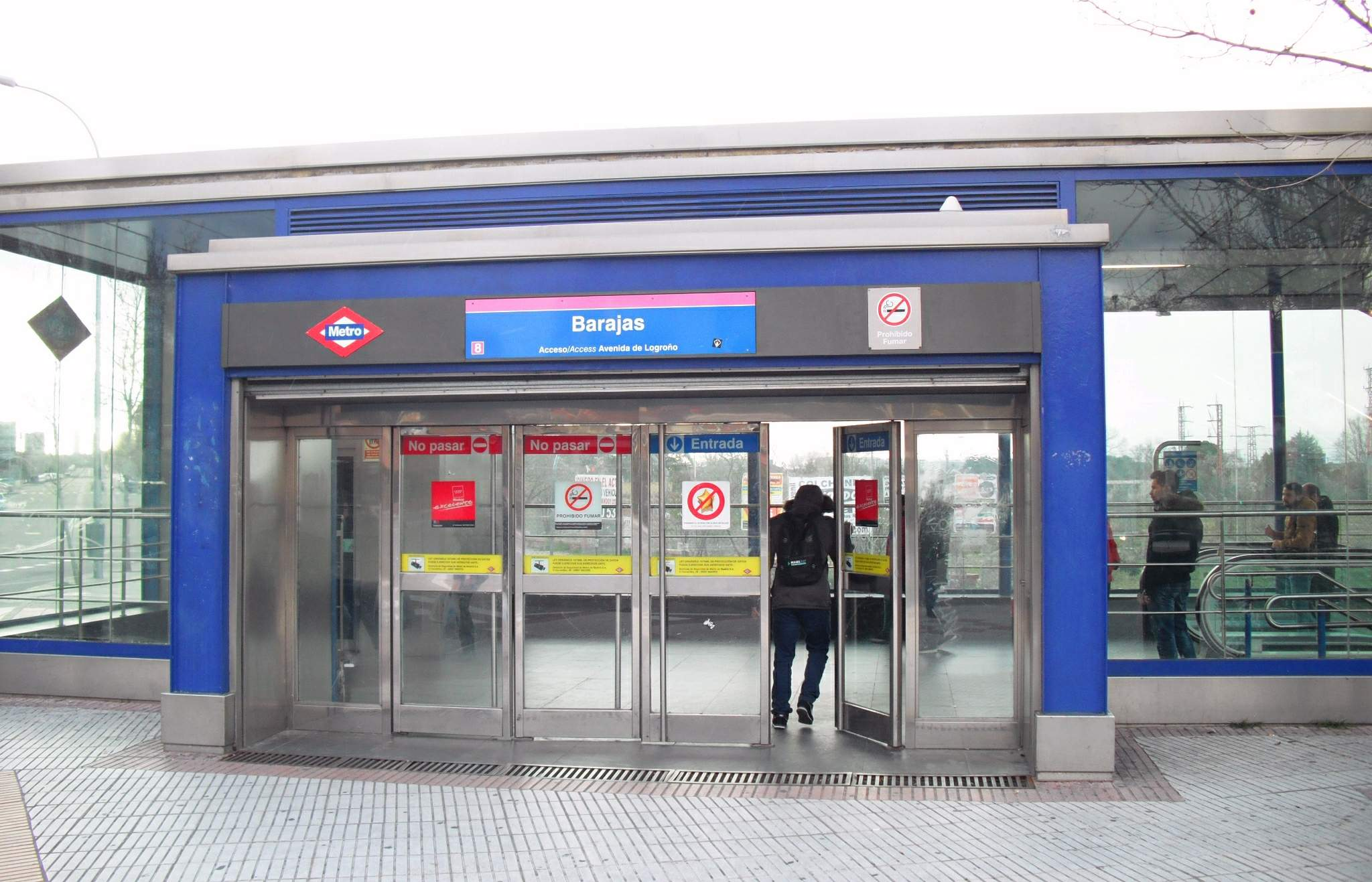
Acceso a la estación de Barajas

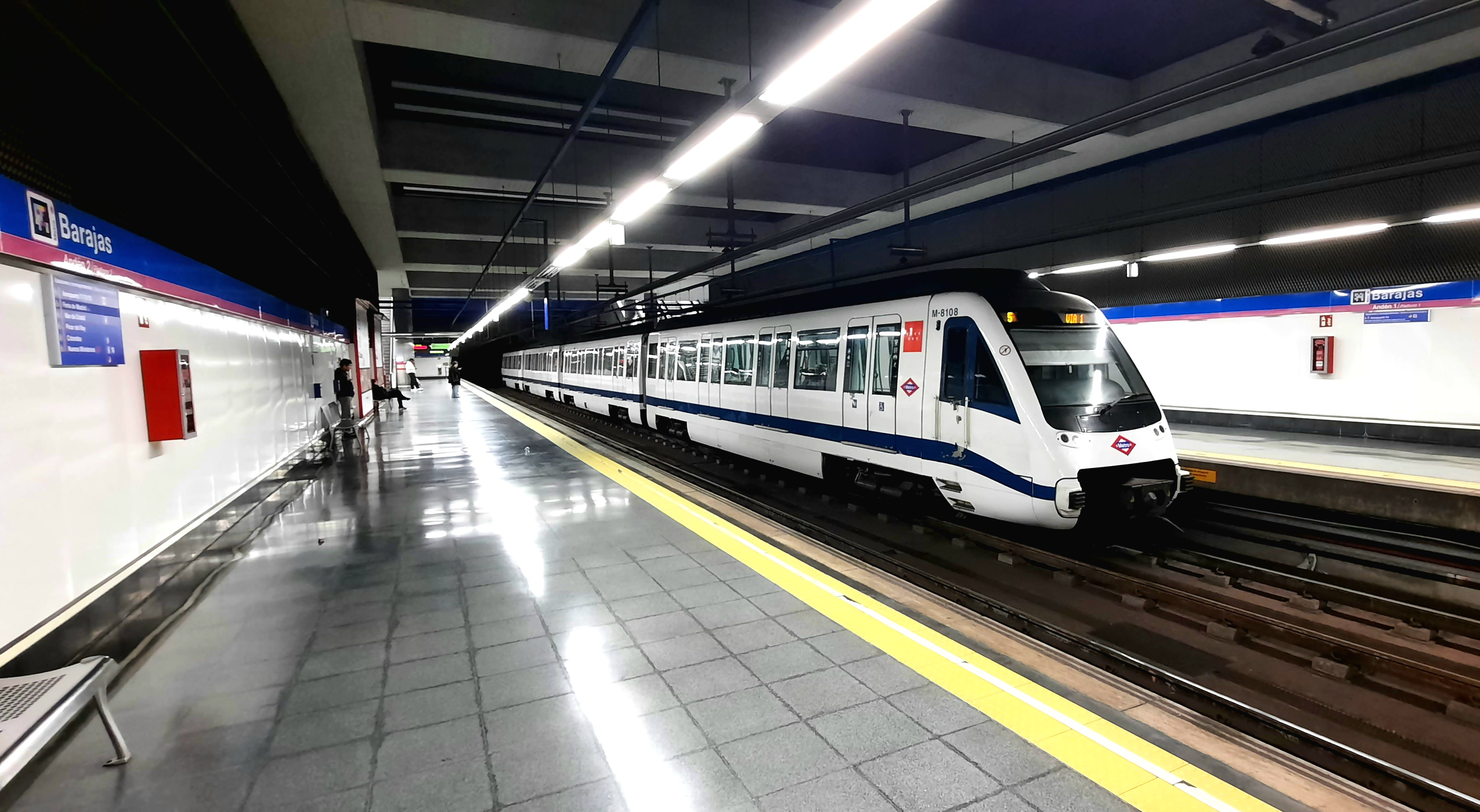
Andenes de la estación de Barajas

Barajas es una estación de la línea 8 del Metro de Madrid situada bajo la avenida de Logroño y junto a la plaza de Pajarones, en el barrio de Timón del distrito de Barajas. La estación abrió al público el 7 de septiembre de 1999 y ha sido final de línea hasta el 3 de mayo de 2007.

## Accesos
Vestíbulo Barajas
- Avda. Logroño Avda. Logroño, 347 (esquina C/ Playa de Riazor)
- Ascensor Avda. Logroño, 347

## Líneas y conexiones

### Metro
| << cabecera        | < estación          | línea | estación >    | cabecera >>   |
| ------------------ | ------------------- | ----- | ------------- | ------------- |
| Nuevos Ministerios | Aeropuerto T1-T2-T3 |       | Aeropuerto T4 | Aeropuerto T4 |

### Autobuses
| Diurnos   |                        |                                                     |
| Línea     | Destino                | Parada                                              |
| 166       | Hospital Ramón y Cajal | 4168 METRO BARAJAS (C/ Playa de Riazor-Av. Logroño) |
| 151       | Canillejas             | 4169 BARAJAS (C/ Playa de Riazor-Av. Logroño)       |
| 166       | Barajas                | 4169 BARAJAS (C/ Playa de Riazor-Av. Logroño)       |
| Nocturnos |                        |                                                     |
| Línea     | Destino                | Parada                                              |
| N4        | Cibeles                | 4169 BARAJAS (C/ Playa de Riazor-Av. Logroño)       |

| Diurnos   |                                                 |                                       |                |
| Línea     | Destino                                         | Parada                                | Operador       |
| 211       | Paracuellos de Jarama (Urb. Mesa del Monte)     | 7333 Av. Logroño - Pza. Pajarones     | ALSA           |
| 212       | Paracuellos de Jarama (Miramadrid)              | 7333 Av. Logroño - Pza. Pajarones     | ALSA           |
| 213       | Belvis de Jarama                                | 7333 Av. Logroño - Pza. Pajarones     | ALSA           |
| 256       | Daganzo - Valdeavero                            | 7333 Av. Logroño - Pza. Pajarones     | ALSA           |
| 263       | Cobeña - Algete                                 | 7333 Av. Logroño - Pza. Pajarones     | Interbus       |
| 827       | Alcobendas - Universidad Autónoma - Tres Cantos | 7333 Av. Logroño - Pza. Pajarones     | Empresa Montes |
| 211       | Madrid (Canillejas)                             | 7363 Av. Logroño - Est. Barajas       | ALSA           |
| 212       | Madrid (Canillejas)                             | 7363 Av. Logroño - Est. Barajas       | ALSA           |
| 213       | Madrid (Canillejas)                             | 7363 Av. Logroño - Est. Barajas       | ALSA           |
| 827       | Madrid (Canillejas)                             | 7363 Av. Logroño - Est. Barajas       | Empresa Montes |
| 256       | Solo descenso de viajeros                       | 17306 Av. Logroño - Est. Barajas      | ALSA           |
| 263       | Solo descenso de viajeros                       | 17306 Av. Logroño - Est. Barajas      | Interbus       |
| Nocturnos |                                                 |                                       |                |
| Línea     | Destino                                         | Parada                                | Operador       |
| N204      | Daganzo de Arriba                               | 7333 Av. Logroño - Plaza de Pajarones | ALSA           |
| N204      | Madrid (Canillejas)                             | 7363 Av. Logroño - Est. Barajas       | ALSA           |